# Stenoporpia cuneata
Stenoporpia cuneata är en fjärilsart som beskrevs av Frederick H. Rindge 1968. Stenoporpia cuneata ingår i släktet Stenoporpia och familjen mätare. Inga underarter finns listade i Catalogue of Life.